# Hatta Club
L'Hatta Club (in arabo: نادي حتا الرياضي الثقافي) è una polisportiva di Hatta, emirato situato nel nord degli Emirati Arabi Uniti. Milita nella Lega professionistica degli Emirati Arabi Uniti, la massima divisione del campionato emiratino di calcio.

## Palmarès

### Competizioni nazionali
- Campionato emiratino di seconda divisione: 2

2015-2016, 2022-2023
- Campionato emiratino di terza divisione: 1

2011-2012

### Altri piazzamenti
- Coppa del Presidente degli Emirati Arabi Uniti:

Semifinalista: 2016-2017
- Campionato emiratino di seconda divisione:

Terzo posto: 2012-2013

## Organico

### Rosa 2024-2025
Rosa e numerazione aggiornate al 25 settembre 2024.
| N. |                                | Ruolo | Calciatore       |
| -- | ------------------------------ | ----- | ---------------- |
| 1  | Emirati Arabi Uniti (bandiera) | P     | Salem Khairi     |
| 2  | Emirati Arabi Uniti (bandiera) | D     | Amer Khalifa     |
| 3  | Benin (bandiera)               | D     | Tamimou Ouorou   |
| 4  | Emirati Arabi Uniti (bandiera) | D     | Abdullah Jassim  |
| 5  | Emirati Arabi Uniti (bandiera) | C     | Khalid Mubarak   |
| 6  | Emirati Arabi Uniti (bandiera) | C     | Atiq Walid       |
| 7  | Brasile (bandiera)             | A     | Patrick Monteiro |
| 8  | Marocco (bandiera)             | C     | Aniss Karimi     |
| 9  | Brasile (bandiera)             | A     | Willian Lira     |
| 10 | Francia (bandiera)             | C     | Mehdi Boussaïd   |
| 11 | Emirati Arabi Uniti (bandiera) | A     | Saif Mubarak     |
| 12 | Emirati Arabi Uniti (bandiera) | C     | Abdullah Kazim   |
| 14 | Brasile (bandiera)             | C     | Marcelo Freitas  |
| 19 | Romania (bandiera)             | D     | Sultan Abu Daken |

| N. |                                | Ruolo | Calciatore          |
| -- | ------------------------------ | ----- | ------------------- |
| 21 | Marocco (bandiera)             | C     | Anass Touil         |
| 22 | Emirati Arabi Uniti (bandiera) | P     | Marzooq Al-Badwawi  |
| 27 | Emirati Arabi Uniti (bandiera) | D     | Abdullah Al-Badwawi |
| 30 | Costa d'Avorio (bandiera)      | D     | Junior Hochou       |
| 33 | Venezuela (bandiera)           | C     | Ángel Lezama        |
| 70 | Oman (bandiera)                | C     | Younis Al-Kaabi     |
| 75 | Emirati Arabi Uniti (bandiera) | C     | Mansoor Al-Badwawi  |
| 78 | Emirati Arabi Uniti (bandiera) | P     | Mohammed Waleed     |
| 80 | Oman (bandiera)                | A     | Mohammed Al-Marbuii |
| 91 | Nigeria (bandiera)             | C     | Goodnews Igbokwe    |
|    | Emirati Arabi Uniti (bandiera) | D     | Hamad Al-Badwawi    |

## Allenatori
- Ebrahim Ghasempour (2006–07)
- Mohamed El Mensi (2007)
- Dominiquez Elias (2008)
- Ebrahim Ghasempour (2008)
- Ednaldo Patricio
- Stefano Impagliazzo (2009–10)
- Abdullah Sager (2010–11)